# 蒸発熱
蒸発熱（じょうはつねつ、英語: heat of evaporation）または気化熱（きかねつ、英語: heat of vaporization）とは、液体を気体に変化させるために必要な熱のことである。（固体や液体が気体に変化する現象を気化という。）
気化熱は潜熱の一種であるので、蒸発潜熱または気化潜熱ともいう。固体を気体に変化させるために必要な熱は昇華熱（しょうかねつ、英語: heat of sublimation）または昇華潜熱という。単に気化熱というときは液体の蒸発熱を指すことが多いが、液体の蒸発熱と固体の昇華熱を合わせて気化熱ということもある。以下この項目では、便宜上、液体の気化熱を蒸発熱と呼び、液体の蒸発熱と固体の昇華熱を合わせて気化熱と呼ぶ。
気体が液体に変化するときに放出される凝縮熱（ぎょうしゅくねつ、英語: heat of condensation）の値は、同じ温度と同じ圧力の蒸発熱の値に符号も含めて等しい。
物質量（mol）当たりの蒸発熱は、液体中で分子の間に働く引力に、分子が打ち勝つためのエネルギーであると解釈される。

## 気化に必要なエネルギー
液体が気化する場合は、沸騰して気体になる場合と蒸発して気体になる場合がある。どちらの場合でも、気化にはエネルギーが必要である。多くの場合、気化に必要なエネルギーは熱として物質に吸収される。

### 液体の沸騰の場合
液体を沸騰させるのにエネルギーが必要であることは、コンロで湯を沸かすときのことを考えると分かる。このとき、水を沸騰させるのに必要なエネルギーは、コンロから供給されている。強火にしてエネルギーの供給速度を上げると、水が水蒸気に変化する速度も上がる。コンロの火を消すとエネルギーの供給が止まり、沸騰も止む。エネルギーの源になっているのは、ガスコンロでは燃料ガスの化学エネルギーである。電気コンロやIHクッキングヒーターでは、電力会社から供給される電気エネルギーである。

### 液体の蒸発の場合
一方、液体が蒸発するときにもエネルギーが必要なことは、沸騰のときと比べると少し実感しにくい。水に濡れた食器や衣服は、乾燥機を使わなくても自然に乾くからである。乾燥機を使ったときのエネルギー源は、先の例と同じように電気エネルギーである。それに対して、自然に水が蒸発して乾くときのエネルギー源は、食器や衣服、そして周りの空気である。食器や衣服や空気のエネルギーが熱として水に与えられ、このエネルギーにより水が水蒸気に変化する。打ち水などの方法で水の周囲の温度を下げることができるのも、蒸発熱を利用した身近な一例である。液体が蒸発するときに周りから熱を吸収することは、以下の実験により確認できる。
- 準備： 消毒用アルコールとスポイトと料理用のデジタル温度計を用意する。
- 操作： デジタル温度計の感温部（温度センサー部）に、スポイトで消毒用アルコールを一滴たらす。
- 観察1： デジタル温度計の表示温度が低くなる。
- 観察2： 適当に表示温度が低くなったあとは、表示温度はあまり変化しなくなる。

この実験の観察1では温度計の感温部からエネルギーが熱として放出されている。というのは、温度計の表示温度は、感温部が熱を吸収すると上昇し、逆に感温部が熱を放出すると低下するものだからである。感温部の周りの空気の温度は、アルコールをたらす前の感温部の温度とほぼ同じと考えられるので、感温部から熱を受け取っているのはアルコールである。温度計の表示温度が変化しなくなるのは感温部に正味の熱の出入りがなくなったときだから、観察2では、周りの空気や温度計のほかの部分から感温部に流れ込んでくる熱量と、アルコールに奪われる熱量とが釣り合っている。したがって、この実験では、温度計と空気がアルコールの蒸発に必要なエネルギーの源になっている。

### エネルギーの供給について
この節で挙げた例では、沸騰の場合も、蒸発の場合も、どちらも気化に必要なエネルギーは熱として液体に吸収されている。コンロで湯を沸かす例では、エネルギー源は化学エネルギーまたは電気エネルギーであるが、水はこれらのエネルギーを直接受け取っているわけではない。水を入れているヤカンやナベなどの底を通して、熱としてエネルギーを受け取っている。液体が気化するとき、多くの場合、気化に必要なエネルギーは熱として物質に吸収される。この熱のことも蒸発熱という。
気化に必要なエネルギーは物質により異なる。データ集などでは、物質 1 キログラム当たりの値または物質 1 モル当たりの値が気化熱として記載されている。単位はそれぞれ kJ/kg （キロジュール毎キログラム）および kJ/mol （キロジュール毎モル）である。例えば 25 ℃ における水の蒸発熱は 2442 kJ/kg であり 44.0 kJ/mol である。気化熱の大きさは、同じ物質でも気化する状況により変わる。通常は、1 気圧における沸点での値か、25 ℃ における平衡蒸気圧での値が物質の蒸発熱としてデータ集に記載されている。例えば 1 気圧、100 ℃ の水の蒸発熱は 2257 kJ/kg であり、飽和水蒸気圧（32 hPa）の下での 25 ℃ の蒸発熱 2442 kJ/kg より1割近く減少する。

### 固体の場合
固体が気化する場合は、液体とは違って、沸騰して気体になることはない。固体が気化する場合はいつも、固体の表面から気化が起こる。固体の気化を昇華という。液体の蒸発の場合と同様に、固体の昇華にはエネルギーが必要である。よく知られた例は、ドライアイスの昇華である。ドライアイスが炭酸ガスに変化するとき、気化に必要なエネルギーを周囲から熱として吸収するので、熱を奪われた周囲の温度は下がる。固体が昇華するとき、多くの場合、昇華に必要なエネルギーは熱として物質に吸収される。この熱を昇華熱という。

## 気化熱の利用
液体や固体は、気化するときに周りから熱を吸収する。この吸熱作用を利用した技術の例を以下に挙げる。
ヒートポンプ多くのエアコンや冷蔵庫で使われている技術。液体が気化するときに吸収した熱（吸熱作用）を別の場所で放出させることにより、温度の低い場所から温度の高い場所へ熱を運ぶ。
火力発電燃料の化学エネルギーを電気エネルギーに変換する発電方法。燃料の燃焼によりボイラーで水が気化して水蒸気になる。水蒸気の持つエネルギーは蒸気タービンで力学的エネルギーに変換される。力学的エネルギーは発電機により電気エネルギーに変換される。この一連の過程の中で、水蒸気は熱の運び手として働く。
乾湿計湿度計のひとつ。水が蒸発によって湿球から熱を奪うことと、湿度により蒸発の速さが変わることを利用して、大気の湿度を計測する。
水による消火消火に水が多く使われる主な理由のひとつに、その高い蒸発熱が挙げられる。水の蒸発熱は1グラム当たり539カロリーであり、同量の水が 0 °C から 100 °C になるまでに周りから奪う熱の5.39倍に相当する。
ドライアイスによる保冷二酸化炭素の固体は、常圧下では融解することなく気体に変化する。このときの昇華熱を利用して食品などを冷やすことができる。

## 物性値としての気化熱
物性値とは物質の性質を表す値である。この節では物性値としての気化熱について述べる。
物質の気化に必要なエネルギーは物質の量に比例する。そのためデータ集などでは、物質 1 キログラム当たりの値または物質 1 モル当たりの値が気化熱として記載されている。単位はそれぞれ kJ/kg （キロジュール毎キログラム）および kJ/mol （キロジュール毎モル）である。例えば 25 ℃ における水の蒸発熱は 2442 kJ/kg であり 44.0 kJ/mol である。熱量の単位としてカロリーを用いるなら、25 ℃ における水の蒸発熱は 584 kcal/kg であり 10.5 kcal/mol である。
以下この項目では物質 1 モル当たりの気化熱を、単にその物質の気化熱と呼ぶ。
物質の気化に必要なエネルギーは物質により異なる。例えば 25 ℃ におけるメタノールの蒸発熱は 37.5 kJ/mol であり、同じ温度の水の蒸発熱 44.0 kJ/mol より小さい。おおまかには沸点の低い液体ほど蒸発熱は小さく、高沸点の液体の蒸発熱は大きい。例えば沸点 −269 ℃ のヘリウムの蒸発熱は 0.08 kJ/mol であり、沸点およそ 5900 ℃ のタングステンの蒸発熱は約 800 kJ/mol である。沸点が互いに近い液体の蒸発熱は、似た値になることが多い。ただし例外もある。例えば、四塩化炭素（沸点 77 ℃）、エタノール（沸点 78 ℃）、ベンゼン（沸点 80 ℃）の蒸発熱は、それぞれ 29.8, 38.6, 30.7 kJ/mol である。四塩化炭素とベンゼンの蒸発熱が 3% の精度で一致しているのに対して、エタノールの蒸発熱はこれらの物質よりも 30% 近く大きい。すなわち、エタノールを気化する際に必要となる熱量は、その沸点と分子量から予想される量よりも大きい。
気化に必要なエネルギーは、同じ物質でも気化する条件によって異なる。データ集に蒸発熱（または昇華熱）として記載されている値は、平衡蒸気圧の下で 1 モルの純物質の液体（または固体）が同温同圧の純粋な気体に変化する際に、外部から吸収する熱量である。つまり液体（または固体）が気体に相転移するときの潜熱である。この過程は定圧過程なので、吸収される熱量はエンタルピーの変化量に等しい。このエンタルピーの変化量を蒸発エンタルピー（または昇華エンタルピー）という。すなわち、データ集に記載されている蒸発熱は、平衡蒸気圧の下での蒸発エンタルピーである。そのため『化学便覧』（丸善出版）のように、見出しが「融解熱」や「蒸発熱」ではなく、「融解エンタルピー」や「蒸発エンタルピー」となっているデータ集がある。
同じ液体でも気化する温度が高くなると、蒸発熱は小さくなる。例えば 25 ℃ の水の蒸発熱 44.0 kJ/mol は、100 ℃ では1割近く減少して 40.6 kJ/mol となる。そのためデータ集などでは、蒸発熱に温度が併記されている。通常は、1 気圧における沸点での値か、25 ℃ における平衡蒸気圧での値が物質の蒸発熱として記載されている。蒸発熱の変化量はキルヒホッフの法則に従って温度差にほぼ比例するので、沸点の高い液体では沸点における蒸発熱と 25 ℃ における蒸発熱の差は無視できないほど大きくなる。例えばドデカンでは、沸点 216 ℃ における蒸発熱は 44 kJ/mol であり、25 ℃ における蒸発熱 62 kJ/mol の7割程度にまで小さくなる。
気化熱の圧力依存性は、気化した分子（や原子）の解離や会合が起こらなければ、蒸気を理想気体とみなせるような低い圧力では無視できる。よって温度が同じであれば、大気中へ気化するときの気化熱は、真空中へ気化するときの気化熱とほとんど同じとみなせる。例えば大気圧下 25 ℃ における水の蒸発熱は、この温度における水の平衡蒸気圧 32 hPa の下での値、すなわちデータ集に記載されている 44.0 kJ/mol に事実上等しい。また、液体に他の物質が溶けているときの蒸発熱は、一般には純粋な物質の蒸発熱とは異なるが、十分に希薄な溶液であればその違いは無視できる。例えば、空気に触れている水には酸素・窒素・二酸化炭素などが溶けているため、この水の蒸発熱は厳密には純粋な水の蒸発熱とは異なる。しかし、大気圧下では水に溶けている気体の量が微量なので、空気の影響は無視できる。水以外のほかの物質でも事情は同じである。大気圧下 25 ℃ で空気に接している液体が空気中に蒸発する際の蒸発熱は、蒸気分子の解離や会合が起こらなければ、データ集に記載されている 25 ℃ の平衡蒸気圧の下での純粋な液体の蒸発熱に事実上等しい。固体が空気中に昇華する際の昇華熱についても同様である。

## 凝縮熱
気体が液体に変化するときに放出される熱を凝縮熱（ぎょうしゅくねつ）または凝結熱（ぎょうけつねつ）という。凝縮熱は潜熱の一種であるので、凝縮潜熱または凝結潜熱ともいう。凝縮熱の値は、その逆過程の蒸発熱の値に符号も含めて等しい。凝縮は発熱過程であり蒸発は吸熱過程であるため、定義により凝縮熱も蒸発熱も正の値となる。それに対して凝縮エンタルピー ΔcondH（英語: enthalpy of condensation）は同温同圧の蒸発エンタルピー ΔvapH と絶対値が等しく、符号が逆になる。なぜなら ΔvapH は液体が気体に相転移するときのエンタルピー変化に等しく、ΔcondH は気体が液体に相転移するときのエンタルピー変化に等しいからである。蒸発エンタルピー ΔvapH は、気体 (gas) のモル当たりのエンタルピー Hm(g) から同温同圧の液体 (liquid) のモル当たりのエンタルピー Hm(l) を引いたものに等しい。
{\displaystyle \Delta _{\text{vap}}H=H_{\text{m}}({\text{g}})-H_{\text{m}}({\text{l}})}
一方、凝縮エンタルピー ΔcondH は
{\displaystyle \Delta _{\text{cond}}H=H_{\text{m}}({\text{l}})-H_{\text{m}}({\text{g}})}
で定義される。 Hm(g) > Hm(l) なので、蒸発エンタルピーは常に正の値となり、凝縮エンタルピーは常に負の値となる。
蒸発熱と同様に、液化で放出されるエネルギーは、同じ物質でも液化する条件によって異なる。また、液化も気化も一般には不可逆過程なので、対応する逆過程が常に存在するとは限らない。しかし、蒸発熱と同様に考えると次のことがわかる： 常温常圧の空気に含まれる、ある物質の蒸気が凝縮する際に放出する熱量は、データ集に記載されている 25 ℃ の平衡蒸気圧の下での、その物質の純粋な液体の蒸発熱にほぼ等しい。

## 水の潜熱と気象
フェーン現象大気中の水分の凝縮熱が原因となって起こる気象現象。

## 気化熱と分子間力
気化熱は、液体や固体中で分子間に働く分子間力に、分子が打ち勝つためのエネルギーであると解釈される。

### 貴ガス
ヘリウムの蒸発熱が 0.08 kJ/mol と極端に小さいのは、ヘリウム原子の間に働くファンデルワールス力が非常に弱いためである。 貴ガス原子間に働くファンデルワールス力は原子量が大きいほど強くなるので、蒸発熱はヘリウムの 0.083 kJ/mol からキセノンの 12.6 kJ/mol まで単調に増加する。

### 水素結合
室温で気体として存在する物質の蒸発熱は、トルートンの規則より、25 kJ/mol 程度かそれ以下である。おおまかには、分子量が大きくなるほど蒸発熱も大きくなる。例えば、エタン（分子量 30）、プロパン（分子量 44）、ブタン（分子量 58）の蒸発熱は、それぞれ 14.7, 18.8, 22.4 kJ/mol であり、分子量とともに大きくなる。ところが、分子量 18 の 水 H2O の蒸発熱 40.6 kJ/mol は、分子量 16 のメタン CH4 の 蒸発熱 8.2 kJ/mol や分子量 34 の硫化水素 H2S の蒸発熱 18.6 kJ/mol と比べると、異常に大きい。これは、液体中の水分子の間には水素結合が働いているためである。分子量 17 のアンモニア NH3 の蒸発熱が大きくて沸点が高いことも、液体中のアンモニア分子の間に働く水素結合で説明できる。

### 気体の不完全性
蒸発熱の実測値は、トルートンの規則からの予測値と大きく異なることがある。例えば、ギ酸の沸点 101 ℃ は水の沸点とほとんど同じであるが、ギ酸の蒸発熱 22.7 kJ/mol は水の蒸発熱の約半分である。酢酸の蒸発熱も同様で、予想される値の半分程度である。これは、これらのカルボン酸分子が気体中で水素結合により二量体を形成しているためである。また、水 H2O やアンモニア NH3 と同じように液体中の分子間に水素結合が働いているはずの、フッ化水素 HF（沸点 20 ℃）の蒸発熱は異常に小さく、7.5 kJ/mol である。これも HF 分子が気体中で多量体 (HF)n を形成していると考えれば説明できる。これらの例ほど顕著ではなくても、蒸発熱の実測値は一般に、気体の不完全性の影響を受ける。そのため、液体中で分子間に働く分子間力を蒸発熱に基づいて議論するには、気体の不完全さの補正が必要である。

### 標準蒸発エンタルピー
標準圧力 p° の下で液体が仮想的な理想気体に相転移するときの蒸発エンタルピーを、標準蒸発エンタルピー（英語: standard enthalpy of vaporization）という。標準蒸発エンタルピーを表す記号は ΔvapH° であり、気体が仮想的な状態であることを示す記号 ° が蒸発エンタルピーを表す記号 ΔvapH の右肩に付いている。標準圧力 p° は 1 bar または 1 atm である。温度は何度でもよいが、通常は 25 ℃ における値がデータ集に記載されている。標準蒸発エンタルピー ΔvapH° は、仮想的な理想気体の標準生成エンタルピー ΔfH°(g) から液体の標準生成エンタルピー ΔfH°(l) を引いたものに等しい。データ集に記載の ΔfH° から計算した ΔvapH° を表に示す。
| 物質       | 分子式  | ΔvapH° / kJ mol−1 |
| ---------- | ------- | ----------------- |
| フッ化水素 | HF      | 28.7              |
| 四塩化炭素 | CCl4    | 32.5              |
| メタノール | CH3OH   | 38.0              |
| エタノール | C2H5OH  | 42.6              |
| 水         | H2O     | 44.0              |
| ギ酸       | HCOOH   | 46.2              |
| 酢酸       | CH3COOH | 52.2              |

これらの ΔvapH° の値は、25 ℃ の液体中の分子間の結合を断ち切るのに必要なエネルギーに相当する。25 ℃ の平衡蒸気圧 psat で気相の分子間力が無視できる場合は、ΔvapH°(25 °C) と ΔvapH(25 °C, psat) の違いは無視できるほど小さい。

## 金属の気化熱
いくつかの例外（ビスマス、水銀、アンチモン、アルカリ金属）を除くと、気液平衡にある金属蒸気は単原子理想気体とみなせる。したがって、これらの例外を除けば不完全気体の補正は不要であり、データ集に記載されている金属の蒸発熱の値はそのまま、金属原子が金属結合に打ち勝って沸騰するために必要なエネルギーとみなせる。気液平衡にあるビスマス蒸気は Bi 原子と Bi2 分子を同程度に含む混合物なので、それぞれの蒸発熱を求めるには二つの化学種の分圧を求める必要がある。
金属のモル当たりの昇華熱は、金属結合で結ばれた 1 モルの金属結晶の塊をバラバラにして 6.02×1023 個の原子にするのに必要なエネルギーに相当する。遷移金属の昇華熱は、数百キロジュール毎モルの程度である。
金属は概して高融点・高沸点であり、金属の違いによる沸点の差も大きい。そのため、金属結合の結合エネルギーを評価する場合、蒸発熱よりも昇華熱の方が有用である。標準圧力 p° の下で固体が仮想的な理想気体に相転移するときの昇華エンタルピーを、標準昇華エンタルピー（英語: standard enthalpy of sublimation）という。記号は ΔsubH° である。昇華エンタルピーを表す記号 ΔsubH の右肩に記号 ° を付けて、気体が仮想的な状態であることを示している。標準圧力 p° は 1 bar または 1 atm である。温度は何度でもよいが、通常は 25 ℃ における値がデータ集に記載されている。水銀を除く全ての単体金属は 25 ℃、1 bar で固体であるので、単体金属の固体の標準生成エンタルピー ΔfH°(s; 25 °C) はゼロである。よって、25 ℃ における（水銀以外の）金属の標準昇華エンタルピー ΔsubH°(25 °C) は、データ集に記載されている金属原子の標準生成エンタルピー ΔfH°(g; 25 °C) に等しい。
| 金属         | 元素記号 | ΔsubH° / kJ mol−1 |
| ------------ | -------- | ----------------- |
| セシウム     | Cs       | 076.06            |
| カリウム     | K        | 089.24            |
| ナトリウム   | Na       | 107.32            |
| カドミウム   | Cd       | 112.01            |
| 亜鉛         | Zn       | 130.73            |
| マグネシウム | Mg       | 147.70            |
| リチウム     | Li       | 159.37            |
| カルシウム   | Ca       | 178.2             |
| バリウム     | Ba       | 180               |
| 鉛           | Pb       | 195.0             |
| ビスマス     | Bi       | 207.1             |
| 銀           | Ag       | 284.55            |
| スズ         | Sn       | 302.1             |
| ベリリウム   | Be       | 324.3             |
| アルミニウム | Al       | 326.4             |
| 銅           | Cu       | 338.32            |
| 金           | Au       | 366.1             |
| クロム       | Cr       | 396.6             |
| 鉄           | Fe       | 416.3             |

上の表に挙げた標準昇華エンタルピー ΔsubH° の値は、金属結合で結ばれた 1 モルの金属結晶の塊を 6.02×1023 個の原子までバラバラにするのに必要なエネルギーに相当する。すなわち、ΔsubH°(25 °C) はこれらの金属の 25 ℃ における原子化熱に等しい。金属の原子化熱は、ボルン・ハーバーサイクルを用いてイオン結晶の格子エネルギーを計算する際に必要となる数値である。